# Passwang Pass
Passwang Pass är ett bergspass i Schweiz.   Det ligger i distriktet Bezirk Thal och kantonen Solothurn, i den centrala delen av landet, 50 km norr om huvudstaden Bern. Passwang Pass ligger 943 meter över havet.
Terrängen runt Passwang Pass är huvudsakligen kuperad. Passwang Pass ligger uppe på en höjd. Runt Passwang Pass är det ganska tätbefolkat, med 72 invånare per kvadratkilometer.. Närmaste större samhälle är Balsthal, 5,4 km sydost om Passwang Pass. 
I omgivningarna runt Passwang Pass växer i huvudsak blandskog.